# Emile Laubry
Augustin Louis Joseph Emile Laubry (Bergen, 15 april 1808 - Schaarbeek, 30 mei 1866) was een Belgisch volksvertegenwoordiger.

## Biografie
Emile Laubry was een zoon van Pierre Laubry, advocaat en vervolgens procureur des Konings in Bergen, en Emilie Petit. Hij trouwde in 1846 in Harmignies met Victorine Lavenne. Ze kregen kinderen.
- Emilie Laubry (°1849), trouwde met Charles-François (Emile) Rittweger (1835-1919), verzekeringsmakelaar, kleinzoon van François Rittweger. Het huwelijk bleef kinderloos.
- Louise Laubry (1851-1895), trouwde in 1876 in Brussel met Léon Chevalier (1842-1928), burgemeester van Wihéries, gedeputeerde van Henegouwen, vicevoorzitter van de Conseil supérieur d'agriculture de Belgique en vrederechter in Dour.

Gepromoveerd tot doctor in de rechten (1830) aan de Rijksuniversiteit Leuven vestigde hij zich als advocaat in Brussel en bleef dit zijn leven lang.
Laubry  was gemeenteraadslid van Sint-Joost-ten-Node (1848-1854) en provincieraadslid van Brabant (1848-1852).
In 1852 werd hij liberaal volksvertegenwoordiger voor het arrondissement Bergen en vervulde dit mandaat tot aan zijn dood.